# Gargara nervosa
Gargara nervosa är en insektsart som beskrevs av William D. Funkhouser. Gargara nervosa ingår i släktet Gargara och familjen hornstritar. Inga underarter finns listade i Catalogue of Life.